# 里滕豪斯广场
里滕豪斯广场（Rittenhouse Square）是17世纪后期威廉·佩恩和托马斯·霍姆在费城市中心规划的五个开放空间公园之一。它在核桃街切断19街。公园的边界为：东为18街，北为核桃街，里滕豪斯广场西（南北向界限街）和里滕豪斯广场南（东 - 西界限街）。

## 历史
里滕豪斯广场原名西南广场，1825年以费城第一位造纸商、德国移民威廉·里滕豪斯的后代戴维·里滕豪斯重新命名 。威廉·里滕豪斯造纸作坊的原址称为里滕豪斯镇，位于费尔芒特公园的乡村环境。戴维·里滕豪斯是钟表匠、天文学家以及美国革命之友，一个月球坑以他的名字命名。
在十九世纪初，随着城市从特拉华河稳步增长到斯库尔基尔河，很明显，里滕豪斯广场会成为一个非常理想的地址。从美国国会退休的制砖商詹姆斯·哈珀第一个在广场上建造房屋， 购买了广场北侧的大部分，1840年在核桃街1811号为自己建造了一座庄严的联排别墅，并且因此奠定了广场的贵族住宅的基调。他将土地的其余部分划分为均匀的建筑地段出售。国会议员去世后，哈珀府出售，成为里滕豪斯俱乐部，1901年增加了目前的立面。
如今，树木林立的公园周围环绕着高层住宅，高档公寓，办公楼，热门的餐厅，一个巴诺书店，巴尼斯商店，以及两个酒店，其中一家是五星级。其绿色的草地和几十个长椅是费城中城居民和工人午餐时间流行的目的地，而狮子和山羊雕像是小孩子及其家长流行的聚集点。该公园是一个受居民欢迎的遛狗地点。简·雅各布斯在她的著作《美国大城市的死与生》中以积极的眼光讨论了这个广场。
公园的美景主要是由于里滕豪斯广场之友 （页面存档备份，存于）的努力。美化，亮化，恢复喷泉和篱笆是里滕豪斯广场之友的项目。新的安全摄像机和巡查员减少了人为破坏。受损的石雕和栏杆得到了修复。

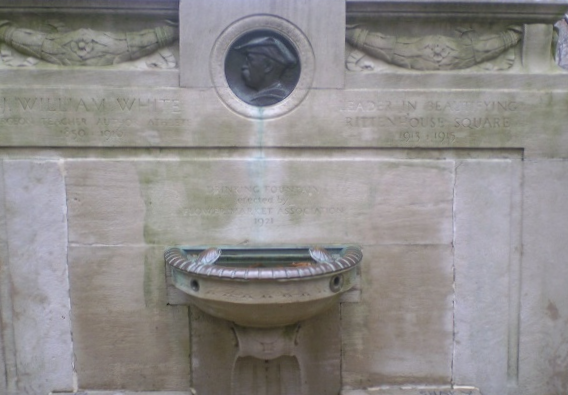
J.威廉•怀特博士纪念物